# 96P/Machholz
96P/Machholz 1, komet Jupiterove obitelji, objekt blizu Zemlji.
Smatra se da su izdanak ovog kometa Krachtova i Marsdenova skupina kometa "na Sunčevom rubu" (sunskirters).av|Kreutzova sustava]].